# 일본어 표기 체계
한자(칸지)
가나
- 히라가나
  - 헨타이가나
- 가타카나
- 만요가나

사용법
- 후리가나
- 오쿠리가나

로마자 표기법(로마지)
- 헵번식
- 훈령식 (ISO)
- 일본식 (전자법)

현대 일본어 표기 체계(일본어: 日本語の表記体系)는 두 종류의 문자, 즉 표어문자인 한자(칸지)와 표음문자인 가나 문자를 조합한 형태로 구성되어 있다. 가나는 음절문자의 일종으로, 히라가나 및 가타카나로 구성되어 있다. 히라가나는 한자어가 아닌 일본 고유의 말(야마토코토바)이나 외래어가 고유의 말로 정착된 어휘, 또는 문법적인 구성요소를 표기하는데 사용된다. 한편, 가타카나는 외국어 표현 및 명칭, 외래어(가이라이고), 의성어, 과학 용어, 여기에 강조를 표기하는데 사용된다. 일본어로 작성된 거의 모든 문장은 가나와 한자가 혼용되어 표기된다. 이 조합으로 인해, 또한 사용되는 한자의 양이 많은 관계로, 일본어의 표기 체계는 세계에서 사용되는 문자 체계 중 가장 복합한 체계로 언급되곤 한다.

## 개요
현대 일본어에서는 다음 문자가 사용된다.
| 한자(간지) | 한자(간지)         | 중국 기원의 표음 문자. 일본에서 추가된 코쿠지라 불리는 한자도 존재한다. |
| 카나       | 히라가나(ひらがな) | 한자의 초서체를 바탕으로 만든 표음문자 (음절문자)                       |
| 카나       | 가타카나(カタカナ) | 한자의 일부를 본따서 만든 표음문자(음절문자)                            |

현대 일본어의 문장은, 이들 문자들을 혼용하여 표기하는 것이 표준이다. 과거에 공식이었던 한문에 문장의 뜻을 이해하기 쉽게, 오쿠리가나가 부가된 현재의 형태가 되었다. 로마자를 이용하여 일본어를 표기하는 것도 가능하며, 현대 일본어 문장에서도 약자 혹은 이니셜 등을 로마자를 써서 한자 및 가나와 혼용하는 경우가 보통이다. 단, 일본어 모어 화자가 문장 전체를 로마자로 표기하는 경우는 특별한 용례를 제외하고는 드물다.
다음은 현대 일본어 표기의 한 예로, 아사히 신문의 뉴스 기사(2004년 4월 19일)의 제목이다. 여기에는 위에 언급된 네 종류의 문자가 전부 사용되고 있다. (한자는 빨강 볼드체、히라가나는 파랑、가타카나는 녹색, 로마자및아라비아 숫자는 밑줄 회색)
ラドクリフ、マラソン五輪代表に1万m出場にも含み
의미: 래드클리프,마라톤 올림픽 대표에. 1만미터 출전에도 포함
일본어로 써진 단어의 예를 다음에 소개한다.
|         |              | 문자     | 문자     | 문자     | 로마자 표기 헤본식 | 뜻     |
| 한자    | 히라가나     | 가타카나 |          |          | 로마자 표기 헤본식 | 뜻     |
| ------- | ------------ | -------- | -------- | -------- | ------------------ | ------ |
| 말 종류 | 야마토코토바 | 私       | わたし   | ワタシ   | watashi            | 나     |
| 말 종류 | 한자어       | 金魚     | きんぎょ | キンギョ | kingyo             | 금붕어 |
| 말 종류 | 외래어       | 煙草     | たばこ   | タバコ   | tabako             | 담배   |

수만개가 존재하는 한자 문자 중에 일본어에서는 수천여 개가 일반적으로 통용된다. 칸지 문자는 뜻을 의미하는 훈(訓)과 한가지 이상의 발음(音)이 존재하며, 한자의 읽는 법은 문맥에 따라 결정된다. 2010년 현재 일본의 초중등 교육에서는 2136자의 상용한자를 학습하도록 규정되어 있다. 한자의 총 개수는 5만자 이상이나, 일본어의 네이티브 스피커 중에 이들 한자를 전부 알고 이해하는 비율은 극소수이다.
현대 일본어에서 히라가나와 가타카나는 총 46개의 기본 문자(조합 형태를 전부 포함하면 71개)로 구성된다. 한 두개의 예외를 제외하고, 이들 문자는 일본어를 구성하는 각각의 다른 음을 나타낸다.(정확히는 각자 다른 음절, 즉 한 글자에 한 모라가 대응) 뜻과 음을 갖는 한자와는 달리, 가나는 본질적으로 음만을 가지며, 단어에 부가되어 사용될 때에 의미를 나타낸다. 히라가나와 가타카나는 한자에서 유래되었으나, 원래의 한자를 단순화시키거나 일부분 만을 따서 만들어졌다. 이런 방식은 인도의 산스크리트의 싯담에서 그 개념을 차용한 것으로 여겨진다.
일본어 표기에서 한자가 사용되지 않는 경우는 드물며, 한자가 쓰여지지 않는 경우의 예로는, 아직 한자에 대해 많이 알지 못하는 어린이 대상의 책, 또는 기술적인 한계로 한자의 복잡한 획 표기를 하기 어려웠던 시절의 컴퓨터, 전화, 비디오 게임 등 전자기기 정도를 들 수 있다.
일본어 문장에서는 한자와 가타카나, 히라가나가 혼용되어 사용되며, 각각 사용되는 용도가 정해져 있으나, 드물게 한 단어에서 한자, 가타카나, 히라가나가 전부 사용되는 경우도 있다. 예를 들면,  くノ一 (쿠노이치)는 히라가나(く), 가타카나(ノ), 한자(一)가 순서대로 나타난다. 이 단어는, 세 문자를 한 격자 안에 조합해서 쓰면 한자 女 (여자/여성)가 되는 의미를 내포하고 있다고 한다. 또다른 예로 消しゴム (지우개) 에서도 한자(消), 히라가나(し), 가타카나(ゴム)가 순서대로 나타난다.
일본어 표기에서는 한자 및 가나 뿐만 아니라 아라비아 숫자(공식 문서에서는 한자 표기의 숫자도 사용)도 사용되며, 빈도는 적으나 단어의 약자를 표기하는데 로마자가 사용되기도 한다. (예: "BC/AD", "a.m./p.m.", "FBI", "CD").  일본어의 로마자 표기는, 가나에 익숙하지 않은 외국인들이 사용하거나, 일본어 네이티브 화자가 컴퓨터나 휴대폰을 통해 일본어 입력을 할 때도 사용된다.
일본어 사전에서의 단어 순서는, 한자가 아니라 가나를 바탕으로 한다. 로마자로 표기하는 단어도 예외가 아니고, 단어 발음의 가나 표기에 근거하여 순서가 매겨진다. 일본어의 단어 순서는 50음도순 및 이로하순의 2종류가 존재한다. 이로하 순은 옛날식으로, 현존하는 사전에 이로하 순이 적용된 예는 없다. 동음이의어가 많은 한자어의 경우, 한자의 총 횟수 및 부수에 따라 순서가 매겨진다.

## 사용되는 문자

### 한자
일본어의 한자(칸지(漢字))는 중국어 유래의 말 또는 고유어를 표기하는데 사용되며, 다음 예가 존재한다.
- 대부분의 명사 - 川 kawa[*] (강), 学校 gak-kō[*] (학교)
- 대부분의 동사 및 형용사의 어근 부분 - 見る 'mi-ru[*](보다)에서 見, 白い shiro-i[*](희다, 하얗다)의 白
- 많은 부사의 어근 부분 - 速く haya-ku[*](빨리)의 速, 上手に jōzu-ni[*](능숙하게, 잘)의 上手
- 대부분의 일본인의 이름 또는 지명 - 田中 tanaka[*], 東京 tōkyō[*](도쿄)
- 아테지 - 외국어에서의 차용어를, 비슷한 의미 또는 음의 한자를 써서 표기한 예 -  珈琲 コーヒー[*](커피)

일본어에는 단어의 쓰임새에 따라서 다른 한자를 써서 표기하는 경우가 있다. 예를 들어, naosu (고치다, 낫게 하다)를 治す로 쓰면 사람의 병을 낫게 한다는 의미로, 直す로 쓰면 어떤 대상을 고치는 것을 의미한다.
문장에 쓰여지는 일본어의 한자는 대부분의 경우 음독 또는 훈독 중 한가지로 읽히나, 두개 이상의 발음을 갖는 경우도 있다. 특히 자주 쓰이는 한자 중에는 여러 가지 발음이 존재할 수 있다. 이때, 자주 쓰이는 발음이 아니거나, 표준적인 발음이 아닌 경우에는, 한자 위에 작은 글씨의 가나(후리가나를 붙여 표기하기도 한다. 특정 단어의 표기를, 문체의 변화를 주기 위해 일부러 다른 한자를 사용하는 경우도 문학 작품에서 찾아 볼 수 있다. 예를 들어, 나쓰메 소세키의 단편 소설 몽십야의 제5야 절에는 tsunagatte(이어져)의 표기로, 통상 사용되는 繋がって나 つながって 대신, 接続 setsuzoku[*](접속)을 사용해서 接続って로 표기한 예를 볼 수 있다.
일본어의 한자는 음독 또는 훈독으로 읽히나, 한자로 적한 단어를, 각 한자의 음독도 훈독이 아닌, 전혀 다른 읽는 법이 적용되는 경우도 있다. 예: 明日 asu 또는 ashita[*](내일), 大人 otona[*](어른)

### 히라가나
히라가나(平仮名, ひらがな)는 다음 경우에 사용된다.
- 동사 및 형용사의 활용어미 - 見る(보다)에서 る, 白い(희다, 흰)의 い, 見た mita[*](봤다)의 た, 白かった shirokatta[*](하얬다)의 かった 부분. 이런 경우의 가나를 오쿠리가나(送り仮名)라고 한다.
- 문법적 역할을 하는 어휘
  - 조사 - は(은/는), が(이/가), に(에), で(으로/로/에서), から(부터), まで(까지) 등
  - 보조동사 - みる(보다), いる(~하고 있다), ある(~해두다), れる、られる(~할 수 있다, 되다), しまう(~해 버리다)
- 감탄사 - ははは((웃음 소리의)하하하)
- 원 한자의 표기가 불명, 애매할 경우, 또는 조판에 문제가 있거나 읽을 대상이 한자를 이해하기 어려울 경우(아동용 서적, 또는 외국인 대상 교재)
- 한자 표기의 토(후리가나(振り仮名), 루비) - 한자 표기의 위 또는 옆에 다는 가나 표기로, 통상의 읽기가 아닌 경우, 또는 저연령층 또는 외국인 대상의 문건이나, 상용한자가 아닌 한자 표기의 발음을 표시하는 용도로 사용된다.

보통은 한자로 표기하는 단어 또한 저자의 취향 또는 의도에 따라 히라가나로 적는 경우도 존재한다. 일부 특정 단어의 경우, 일상적으로 한자로 표기할 경우 공식적 또는 격조를 갖추는 의도가 배어 있으나 상대적으로 히라가나로 적을 경우, 좀 더 부드럽거나 감정적인 효과를 나타낼 수 있는 경우도 있다. 예를 들어, '귀여워'의 의미를 갖는 'kawaii'는 한자 표기를 적용하면 可愛い이나, 전부 히라가나로 かわいい로 표기하기도 한다.
또한 일부 문법적 역할을 하는 어휘를 반드시 히라가나로 적는 경우가 존재한다. 예를 들면, 동사 見る(보다)는 보통 한자 見를 써서 표기하나, 보조동사인 (~해) 보다의 みる는 히라가나로 적는다. 예: 食べてみる tabetemiru[*] (먹어 보다)

### 가타카나
가타카나(片仮名,カタカナ)는 다음 경우에 사용된다.
- 외국어 및 명칭의 번역, 외래어 - コンピュータ konpyūta[*](컴퓨터), ロンドン rondon[*](런던) (일본어에 고착화된 일부 외래어는 반드시 가타카나로 적지 않는 경우도 있다)
- 동식물의 명칭 - トカゲ tokage[*](도마뱀), バラ bara[*](장미), ネコ neko[*](고양이)
- 과학기술용어, 광물 명 - ハロゲン harogen[*](할로겐), アルコール arukōru[*](알코올), アルゴリズム(알고리듬), マグネシウム(마그네슘), ヒト(과학용어로서의 사람)
- 원 한자 표현이 복잡하거나 상용한자 범위 외의 한자일 경우 - ローソク rōsoku[*], 초), ケータイ keitai[*](휴대전화)
- 의성어 및 의태어 - ワンワン wan-wan[*], 멍멍)
- 강조의 표현 - 유럽계 언어에서 이탤릭체 표기와 유사

외국인의 말투, 또는 보통이 아닌 말투(로보트의 말투)를 표기하는데에 가타카나가 사용되기도 한다. 2차대전 전의 구 일본 제국의 공식 문서 등에는 용언의 활용어미, 조사 표현을 가타카나로 하기도 하였다.

### 로마자
일본어의 표현에 로마자가 사용되는 경우는 다음과 같다.
- 로마자의 대문자로 표기하는 약어 - TPP, UFO
- 외래어 명칭의 일부에 사용되는 예 - Jリーグ jei rīgu[*](J리그), Tシャツ tī shatsu[*](T셔츠), B級グルメ bī-kyū gurume[*]B급 구루메)
- 국제적인 통용을 위한 일본인의 명칭, 회사 표기 등 (명함이나 여권 등에 사용)
- 외국어 명칭, 어휘, 특정 용어를 학술적 맥락에서 쓰는 경우
- 광고 등에서 외국풍의 이미지를 가미하기 위해 로마자 표기를 사용할 경우

### 아라비아 숫자
아라비아 숫자는 일본어 표기에서 일상적으로 사용된다.(예: １２０円(120엔) 한편 은행 및 역사서 등에서 일본어식 한숫자 표기를 사용하기도 한다.(일본어의 숫자표기 참조)

### 문자 이용 통계
아사히 신문의 1993년 기사 내용의 약 5660만 어휘를 취합한 코퍼스에 대한 통계 분석 결과가 다음과 같이 공개된 바 있다.
| 문자 종류      | 출현 문자 수 | 코퍼스 내 비율(%) |
| -------------- | ------------ | ----------------- |
| 한자(칸지)     | 4,476        | 41.38             |
| 히라가나       | 83           | 36.62             |
| 가타카나       | 86           | 6.38              |
| 구둣점 및 기호 | 99           | 13.09             |
| 아라비아 숫자  | 10           | 2.07              |
| 로마자         | 52           | 0.46              |

| 빈도 순위 | 누적 빈도(%) |
| --------- | ------------ |
| 10        | 10.00        |
| 50        | 27.41        |
| 100       | 40.71        |
| 200       | 57.02        |
| 500       | 80.68        |
| 1,000     | 94.56        |
| 1,500     | 98.63        |
| 2,000     | 99.72        |
| 2,500     | 99.92        |
| 3,000     | 99.97        |

## 기타

### 쓰는 방향
전통적으로 일본어는 한문의 영향으로 위에서 아래 방향으로, 오른쪽 줄에서 왼쪽 방향으로 진행되는 세로쓰기(일본어: 縦書き)였으나, 현대 일본에서는 가로쓰기(일본어: 横書き)도 많이 사용되고 있다. 세로쓰기가 적용된 서적은, 제본 기준 가장 오른쪽 장에서 왼쪽 방향으로 적용되며, 가로쓰기가 적용된 책은 서구권 및 한국어 서적과 마찬가지로 제본 기준 가장 왼쪽 장에서 오른쪽 방향으로 진행된다.

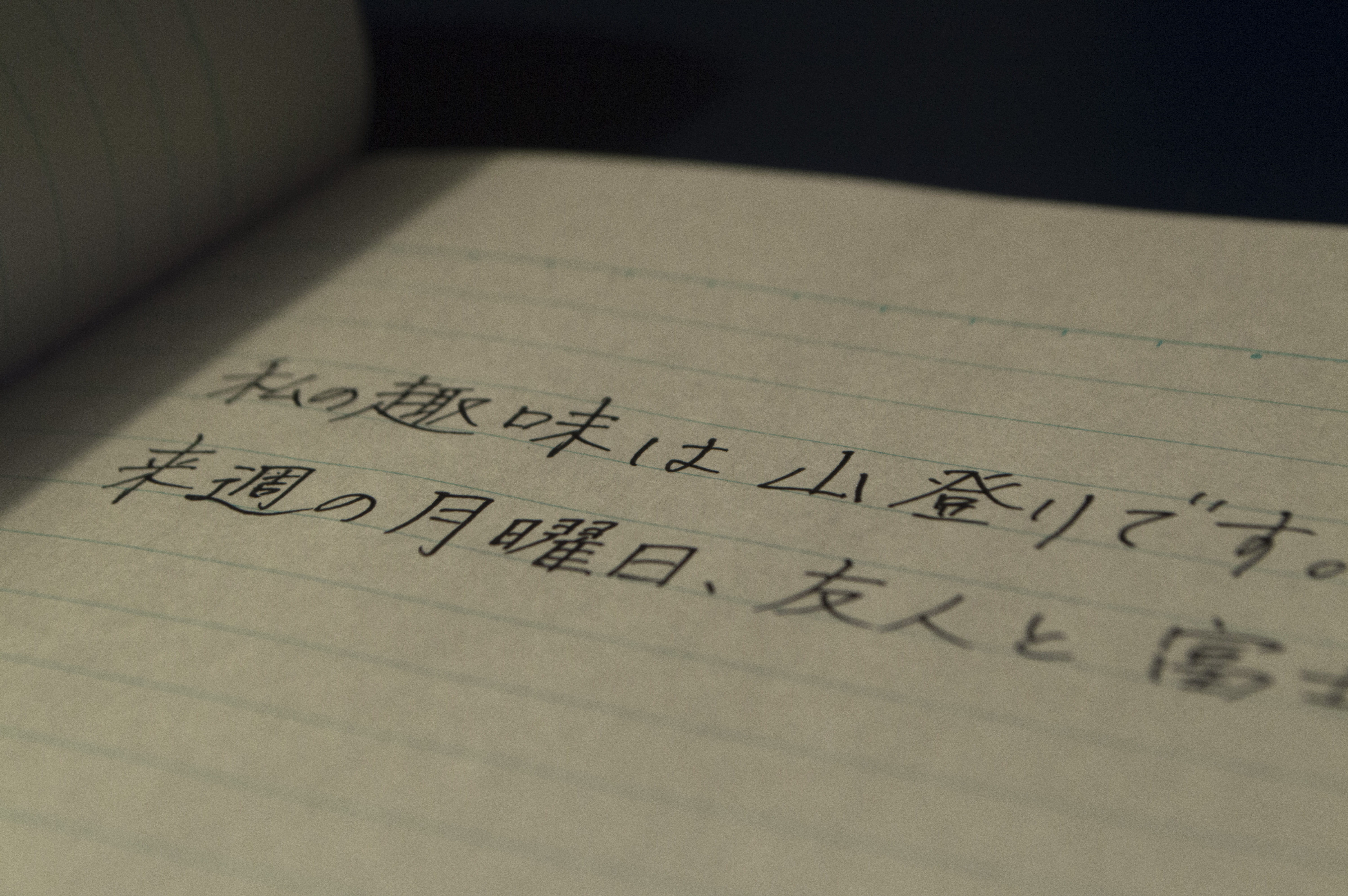
일본어의 가로쓰기

### 띄어쓰기 및 구두점
일본어는 일반적으로 단어와 단어 사이에 공백을 띄어쓰지 않는다. 아울러 단어의 중간 부분이 문장의 다음 줄로 행갈이에 의해 끊기는 현상을 허용한다. 일본어를 읽는 독자는 단어와 단어 구분이 어디에 위치하는지 마음속으로 구분인식하면서 읽는다. (예: あなたはお母さんにそっくりね → あなた　は　お母さん　に　そっくり　ね ("너는 엄마와 꼭 닮았네"). 한자와 가나의 혼용은 이점에서 단어 구별을 쉽게 하는 특성을 지닌다. 한편, 어린이 대상의 가나로만 적힌 문장의 경우, 한국어 표기와 유사하게 동사+활용어미, 명사+조사 단위로 띄어서 쓰는 경우도 있으나, 이는 제한된 경우이다.
여러 단어로 구성된 외래어를 가타카나로 적을 때, 혹은 한자 표기 안에서 단어 구분이 필요한 경우나 한숫자 표기에서의 소수점은 중점(中黒)을 사용한다. (예: ビル・ゲイツ(빌 게이츠), 課長補佐・鈴木(과장 보좌 스즈키), 三・一四一五九二(3.141592))
일본어에서는 구점(句点, 。) 와 독점(読点, 、)를 마침표와 쉼표와 같은 용도로 사용한다. 물음표(？)는 전통적 혹은 공식적인 일본어 문장에서는 사용 빈도가 적으나, 일반적인 문장 혹은 대화의 기록에서 물음을 명확히 구분할 필요가 있을 때 사용된다. 느낌표(！)는 공식적인 문장에서는 사용이 제한된다. 인용을 위한 따옴표는  「 ... 」,  『 ... 』 이 사용된다. 말줄임표(…), 괄호 및 대쉬 기호도 사용된다.

## 일본어 표기 체계의 변화

### 한자 표기 시대
일본에 한자가 전래된 예로, 1세기 경에 나코쿠(奴国)의 사자가 낙양에 도달하여 후한의 초대황제인 광무제로부터 받았다는 한왜노국왕인 인수(印綬)가 존재하나, 적어도 4세기경까지는 일본인들이 한자에 대해 독해가능했다는 근거는 발견되지 않았다.
이후 고전 중국어의 문법과 유사한 순서로 기술된 한자에, 몇가지 부호를 추가하여 읽는 법을 기술한 간분(漢文)이 나타난다. 일본의 역사서인 고지키(古事記, 712년 이전)는 간분으로 표기된 한 예이다. 현대의 일본 고교 및 중학교에서는 교과내용에 간분이 포함되어 있다.

### 만요가나, 가나의 출현 이후
일본어 표기를 위해 전용으로 만들어진 표기체계인 만요가나는 한자의 뜻이 아닌 음을 일본어 음가를 표기하는 방식이다. 만요슈(759년 이전)의 표기에 사용된 만요가나는, 만요슈에서 명칭이 유래된 것이다. 이후, 만요가나를 축약화, 체계회시킨 문자체계로 9세기 경에 히라가나 및 가타카나가 발생하였다.
한자의 유입은, 중국에서 많은 양의 어휘 및 개념이 일본으로 유입되는 현상으로 이어졌다. 이 가운데 일본에 해당 개념이 없어 중국의 어휘를 직접 들여온 단어들은 그 음과 유사한 일본어의 발음으로 읽는 음독의 방식이 적용되었으며, 한편 이미 일본에 그 개념의 어휘가 존재하여, 표기에 한자를 이용한 식의 훈독의 어휘 또한 나타났다.(예: 「やま」<---「山」、「さくら」<---「桜」、「かたな」<---「刀」) 자연스럽게 한자 하나에 대해 한개 이상 여러개의 음독 또는 훈독이 발생되게 되었으며, 한자를 어떻게 읽느냐를 명확하게 하기 위해, 한자로 표기한 동사 및 용언의 활용어미 부분에 가나를 쓰는 오쿠리가나 또한 발생하여, 한자와 가나의 혼용체가 정립되었다. 905년에 만들어진 최초의 와카의 문집인 고킨와카슈(古今和歌集)는 한자 가나 혼용체로 쓰여진 최초의 저술물이다.

### 메이지시대 이후

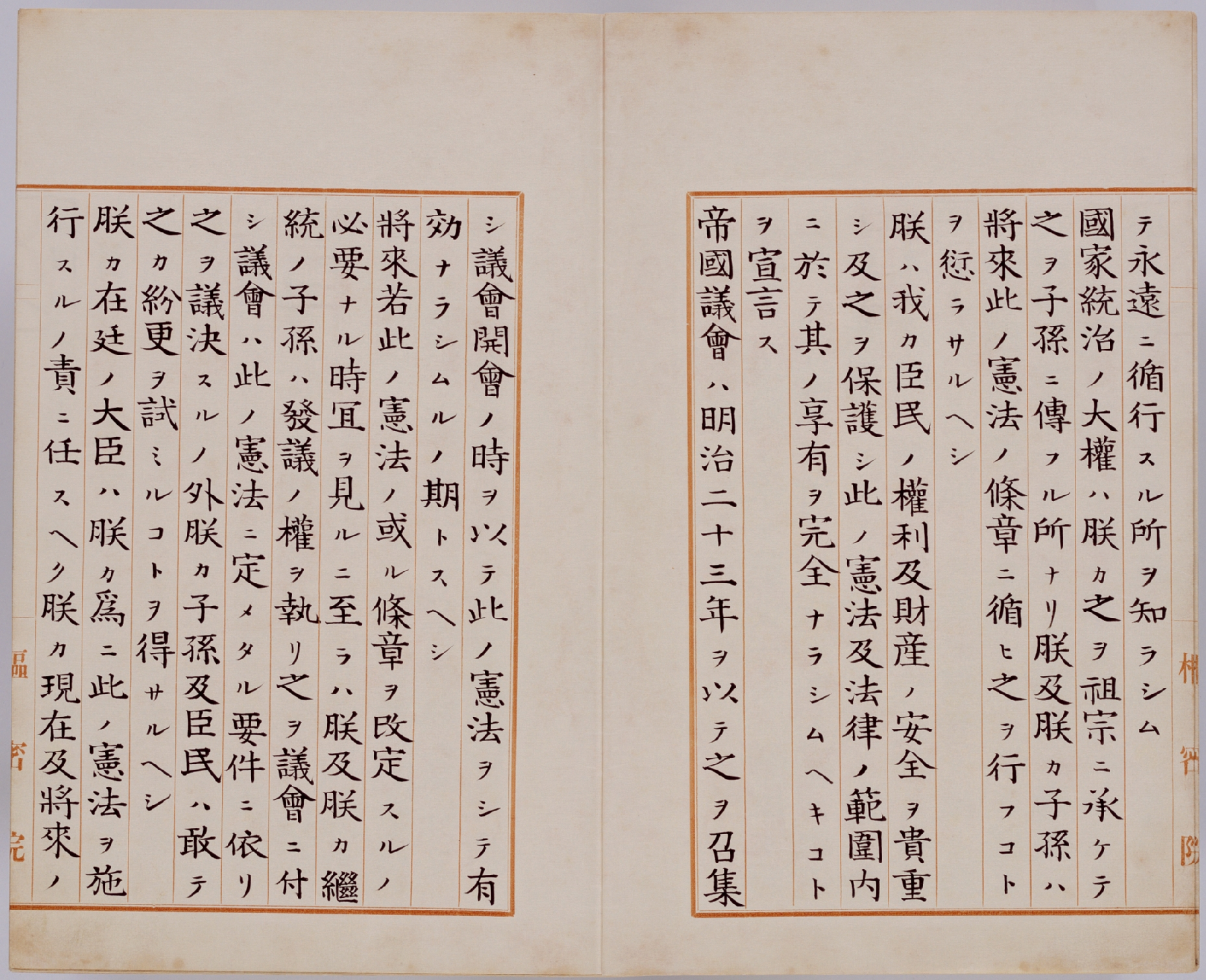
일본제국헌법 '上諭' 2페이지

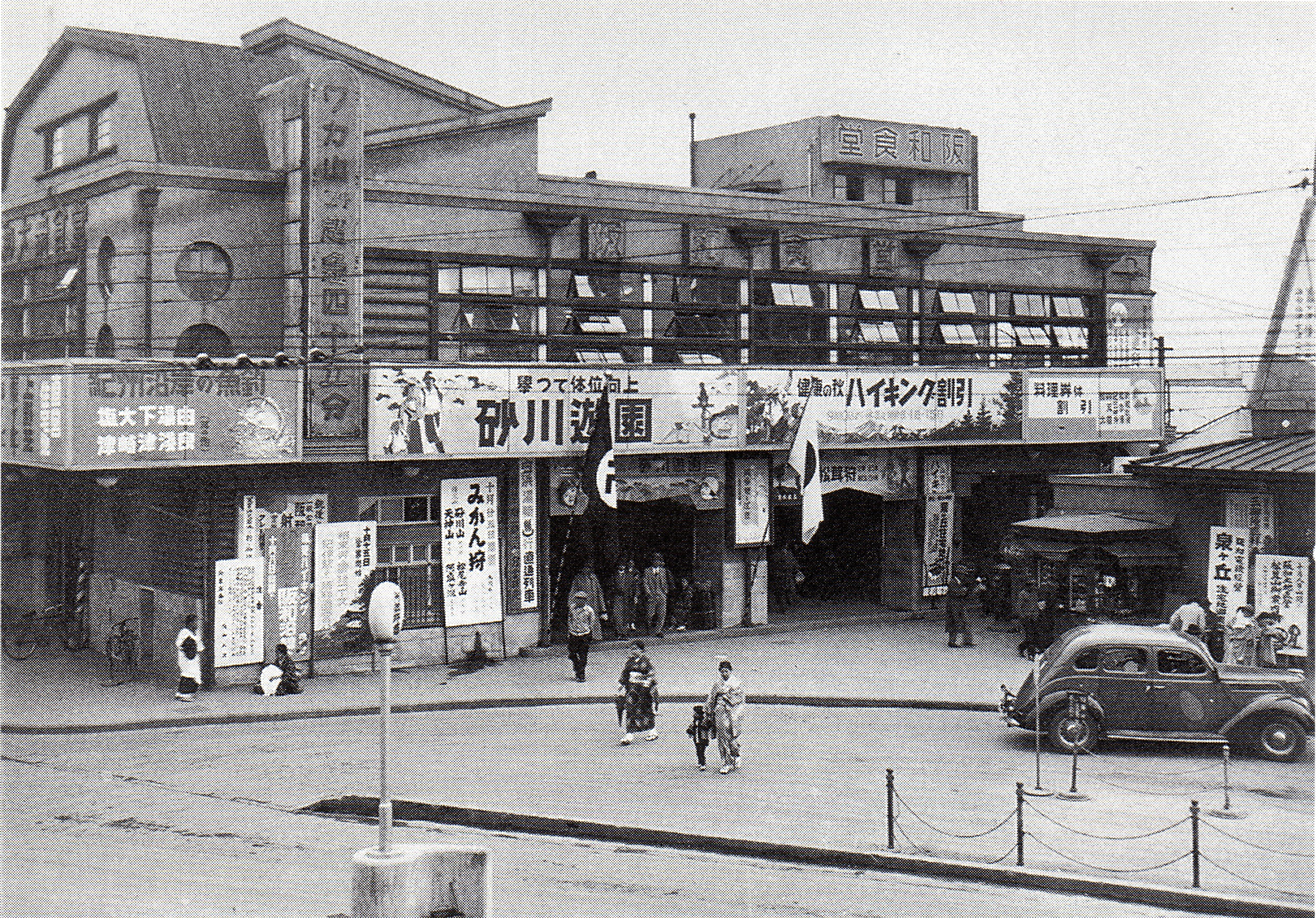
1938년 10월 경의 덴노지역. 왼쪽 가로쓰기와 일부 오른쪽 가로쓰기가 보인다.

메이지 시대에 이르러, 일본은 교육제도의 변화를 겪으며, 많은 양의 신조어가 등장하여, 또한 문자 독해가 가능한 국민이 늘어나게 되면서 일본어 자체에도 변화가 나타났다. 신조어는 다른 언어에서 들여온 것 뿐만 아니라, 새롭게 만들어진 것도 있었다. 이윽고 언문일치 운동의 성과로, 이전까지의 문어체에서 구어체가 널리 통용되게 되며, 일본어의 쓰기 문제에 관한 논의가 발생하여, 1800년대 말에는 표기에 관한 한자의 수를 제한하려고 하는 의견 또한 나타나게 되었다. 외국어와의 접촉으로, 한자를 폐지하고 가나 또는 로마자를 이용하여 표기하자는 주장까지 나타났으나, 이런 의견은 지지를 얻지 못했다. 서양풍의 구두점이 사용되게 된 것도 이즈음이었다. (Twine, 1991)
1900년 문부성(현 문부과학성)은 일본어 표기 교육의 개선을 목적으로 세가지 개혁을 진행했다.
- 히라가나의 자체를 표준화하여, 그전까지 쓰였던 여러 변형 가나 문자를 헨타이가나로 분류하여 배제하기로 하였다.
- 초등교육에서 학습대상의 한자를 1200자로 줄이는 등, 한자 수의 제한을 도입했다.
- 실제의 발음에 맞지 않는 한어의 가나표현을 개혁

앞의 두가지는 점차 널리 보급되었으나, 마지막 항목은 보수층을 중심으로 한 반발을 불러, 1908년에 중지되었다. (Seeley, 1991)

### 제2차세계대전 전후

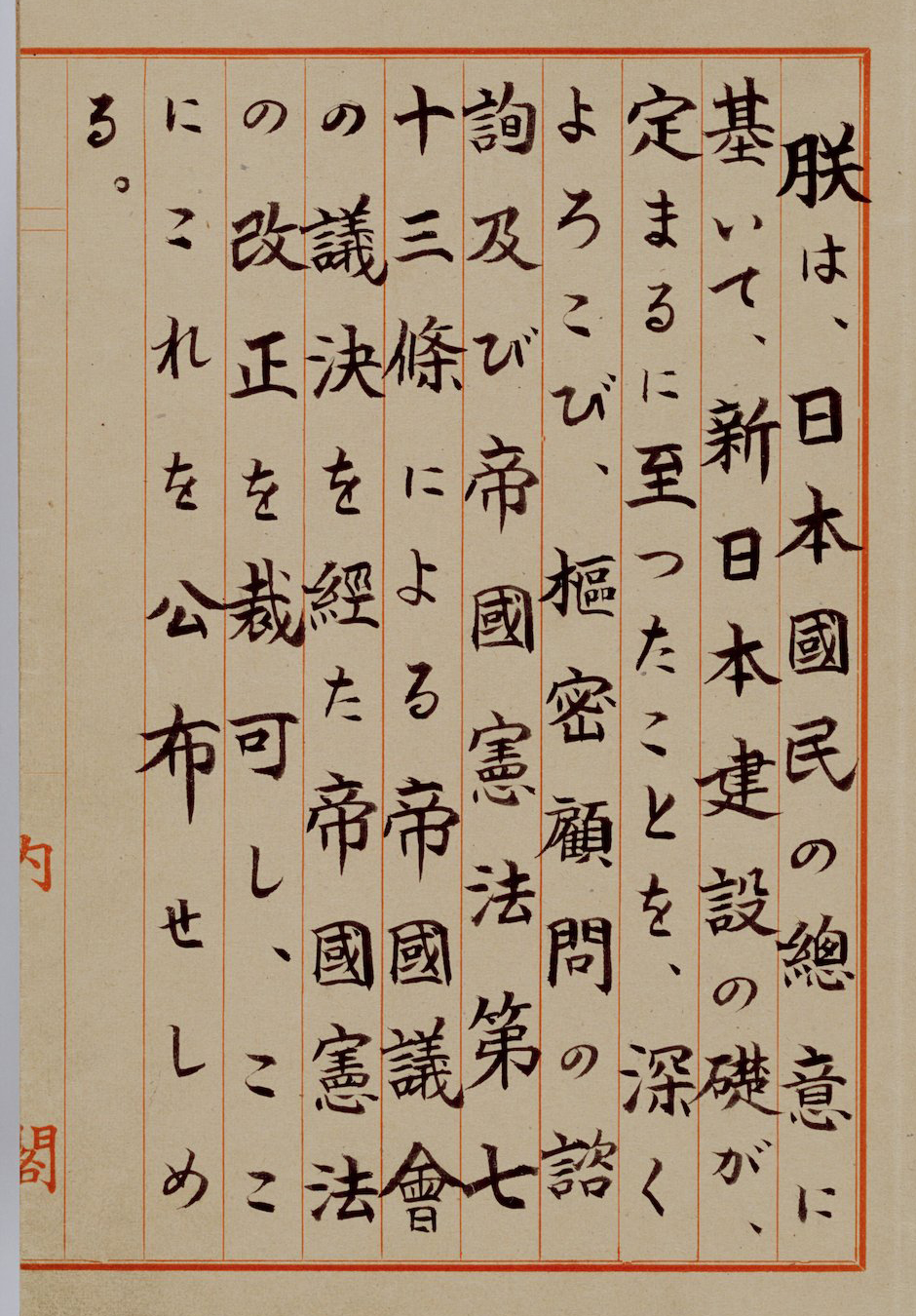
일본국 헌법 원본 '上諭' 1페이지

1900년의 개혁의 일부 실패에 내셔널리즘의 대두가 맞물려, 일본어 표기법의 개선은 진전되지 못했다. 일본어 표현에 사용되는 한자의 제한에 관하여는 여러 의견이 있어, 일부 신문에서 자체적으로 한자를 줄여 오쿠리가나를 늘리기도 하였으나, 이에 대한 반발 또한 많았다.
2차대전의 종전 후, GHQ 진주의 영향으로, 일본어 표기에 관하여 여러 가지 큰 개혁안이 발표되었다. 이 시기에 발표된 개혁안으로는 다음과 같은 것들이 있었다.
- 1946년: 역사적 가나 표기법을 대체한 현대 가나 표기법의 전면적 채용. 당용한자 1850자의 공포.
- 1949년: 교육한자의 통일 서체 공포
- 1951년: 당용한자와는 별도로, 사람 이름 등에 사용하는 인명용한자의 공포
- 한자 자체의 단순화 - 신자체(新字体)의 공포

이 시기에 GHQ의 방침으로 일본어 표기를 로마자 표기로 변경하자는 요청이 있었으나, 여러 전문가들의 반대로 인해 유야무야가 되었다.(Unger, 1996) 일본의 문화인 가운데에도 로마자 표기를 주장하며 시도했던 이들이 있었으나, 이는 전체를 가나로 쓰는 것과 마찬가지로 한자를 표기하지 않으면 의미 식별이 곤란해지는 문제로, 실용화되지는 못했다. 한편 한국 및 북한에서는 한자혼용표기를 폐지하고 한글(조선글) 전용 정책이 실시되었으며, 베트남 또한 1945년 독립 이후 한자 및 쯔놈 사용을 폐지하여, 알파벳을 사용한 꾸옥응으로 표기체계가 변경되었다. 이들 국가에는, 이후 젊은층에 한자문화의 전통이 제대로 전달되지 못하는 등의 현상이 나타난다.
1963년의 일본 국어심의회에서 요시다 도미조에 의해 제안된 '한자와 가나를 혼용한 글 표기를 원칙으로 한다. 국어심의회는 이 제안에 따라, 국어의 개선을 심의하는 것으로 한다'는 내용의 안이 1965년에 채택되었다. 이 안건은 일본에서 한자가나혼용체가 공적으로 인정을 받은 최초의 예이다. 이후 1981년 당용한자를 바탕으로 1945자의 상용한자가 내각에서 고시되며, 당용한자는 폐지되었다.
2004년에는 일본 법무성에 의해 인명용 한자가 대량 추가되었다. 2010년 상용한자가 2136자로 증설되었다.
종전 후의 일본어 표기에서, 명사, 용언의 어간 부분은 한자로, 용언의 활용어미 및 부속어를 히라가나로 표기하는 분별의 원칙이 존재하게 되었다. 띄어쓰기를 하지 않은 일본어에서는 이 원칙을 통해 말과 말 사이의 구분이 가능하도록 되어있다.  한편, 공문서 등에서는 상용한자 만을 한자로 표기하는 지침이 적용되며, 신문 등에서도 이를 따라 한자와 가나가 뒤섞인 형태의 표기, 또는 상용한자 외의 한자의 히라가나 표기 등이 나타나게 되었다.

## 같이 보기
- 아테지
- 헨타이가나

## 참고 서적
- Gottlieb, Nanette (1996). 《Kanji Politics: Language Policy and Japanese Script》. Kegan Paul. ISBN 0-7103-0512-5.
- Habein, Yaeko Sato (1984). 《The History of the Japanese Written Language》. University of Tokyo Press. ISBN 0-86008-347-0.
- Miyake, Marc Hideo (2003). 《Old Japanese: A Phonetic Reconstruction》. RoutledgeCurzon. ISBN 0-415-30575-6.
- Seeley, Christopher (1984). “The Japanese Script since 1900”. 《Visible Language》. XVIII 3: 267–302.
- Seeley, Christopher (1991). 《A History of Writing in Japan》. University of Hawai'i Press. ISBN 0-8248-2217-X.
- Twine, Nanette (1991). 《Language and the Modern State: The Reform of Written Japanese》. Routledge. ISBN 0-415-00990-1.
- Unger, J. Marshall (1996). 《Literacy and Script Reform in Occupation Japan: Reading Between the Lines》. OUP. ISBN 0-19-510166-9.